# Список умерших в 1849 году
В этой статье представлен список известных людей, умерших в 1849 году.
- См. также: Категория:Умершие в 1849 году

## Март
- 12 марта — Жеребцова, Ольга Александровна — российская аристократка, авантюристка.

## Апрель
- 3 апреля:
  - Юлиуш Словацкий (39) — польский поэт.
  - Мухаммед Али Египетский (80) — хедив Египта в 1805—1848 годах.
- 18 апреля — Карл Росси (73) — петербургский архитектор.

## Май
- 10 мая — Кацусика Хокусай (88) — японский художник укие-э, иллюстратор, гравёр, писатель.
- 11 мая — Жюли Рекамье (71) — хозяйка знаменитого салона наполеоновской Франции.
- 19 мая — Николай Шредер (68—69) — российский государственный деятель, поручик и действительный статский советник, гражданский губернатор Рязанской, Орловской и Витебской губерний.
- 28 мая — Энн Бронте (29) — английская писательница; туберкулёз.

## Июнь
- 12 июня — Анджелика Каталани (69) — итальянская оперная певица.
- 15 июня — Джеймс Нокс Полк (53) — 11-й президент США; скончался через 3 месяца после окончания срока, предположительно, от холеры.
- 22 июня — Иона (Василевский) — епископ Русской православной церкви, Экзарх Грузии.

## Июль
- 1 июля — Григорий Лашкарёв — государственный деятель России первой половины XIX века.
- 28 июля — Карл Альберт (50 или 56) — король Сардинского королевства в 1831—1849 годах (по другим данным, умер 28 августа).
- 31 июля — Шандор Петёфи (26) — национальный поэт Венгрии, революционный демократ, один из руководителей Революции 1848—1849 в Венгрии; погиб в ходе битвы при Шегешваре (ныне Сигишоара), также существует версия о его пленении и смерти в русском плену в Сибири.

## Август
- 21 августа — Мориц Михаэль Даффингер (59) — австрийский художник, миниатюрист, портретист.

## Сентябрь
- 9 сентября — Михаил Павлович (51) — великий князь, младший сын Императора Павла I, единственный из его сыновей, родившийся во время правления, государственный и военный деятель
- 25 сентября — Иоганн Штраус (старший) (45) — австрийский композитор.

## Октябрь
- 6 октября — Лайош Баттьяни (42) — венгерский политик, глава правительства Венгрии во время Венгерского восстания 1848—1849 годов.
- 7 октября — Эдгар Аллан По (40) — американский писатель, поэт и литературный критик.
- 17 октября — Фредерик Шопен (39) — польский композитор и пианист, представитель романтизма в музыке.
- 28 октября — Иоганн Эрнст Хойос-Шпринзенштейн (род. 1779), австрийский придворный, землевладелец и военный, граф, барон, генерал-фельдмаршал, Верховный главнокомандующий Национальной гвардии.

## Ноябрь
- 27 ноября — Жуань Юань (85) — китайский государственный деятель и интеллектуал.